# Freddie Potts
Freddie Potts (Barking, 12 de septiembre de 2003) es un futbolista británico que juega en la demarcación de centrocampista en el West Ham United F. C. de la Premier League.

## Biografía
Tras formarse como futbolista en las categorías inferiores del West Ham United F. C., finalmente el 9 de diciembre de 2021 debutó contra el G. N. K. Dinamo Zagreb en la Liga Europa. El encuentro finalizó con un resultado de 0-1 a favor del conjunto croata tras el gol de Mislav Oršić.
Durante la temporada 2022-23 jugó un par de partidos en la Liga Europa Conferencia de la UEFA, torneo que acabaron ganando, y las 
dos siguientes fue cedido al Wycombe Wanderers F. C., para que compitiera en la League One, y al Portsmouth F. C.

## Clubes
Actualizado al último partido disputado el 9 de diciembre de 2021.
| Club                             | País       | Año       | Partidos | Goles |
| -------------------------------- | ---------- | --------- | -------- | ----- |
| West Ham United F. C.            | Inglaterra | 2021-2023 | 3        | 0     |
| Wycombe Wanderers F. C. (cedido) | Inglaterra | 2023-2024 | 43       | 2     |
| Portsmouth F. C. (cedido)        | Inglaterra | 2024-2025 | 38       | 1     |
| West Ham United F. C.            | Inglaterra | 2025-     |          |       |

## Palmarés

### Títulos internacionales
| Título                             | Club                  | Sede  | Año  |
| ---------------------------------- | --------------------- | ----- | ---- |
| Liga Europa Conferencia de la UEFA | West Ham United F. C. | Praga | 2023 |